# Elaphoglossum phanerophlebium
Elaphoglossum phanerophlebium är en träjonväxtart som beskrevs av Carl Frederik Albert Christensen. Elaphoglossum phanerophlebium ingår i släktet Elaphoglossum och familjen Dryopteridaceae. Inga underarter finns listade.